# Enrico Sibilia
Enrico Sibilia (Anagni, 17 de março de 1861 - Anagni, 4 de agosto de 1948) foi um cardeal católico romano italiano e ex-núncio na Áustria.
Ele nasceu em Anagni. Depois de ingressar no Seminário de Anagni e completar seus estudos básicos, ingressou no Pontifício Seminário Romano, onde de 1878 até 1890 estudou e recebeu doutorado em filosofia e teologia e doutorado in utroque iure (tanto em direito canônico quanto civil).

## Sacerdócio Primitivo
Foi ordenado em 8 de março de 1884 por seu tio Biagio Sibilia, bispo de Segni. Ele foi nomeado cônego honorário da Catedral de Anagni. Ele entrou no serviço diplomático da Santa Sé em abril de 1890 e serviu como um auditor da nunciatura na Colômbia de 1890 a 1895 e mais tarde foi promovido a encarregado de negócios servindo nessa função até 1898. Ele foi criado Camareiro Particular de Sua Santidade em 21 de dezembro de 1894. Ele retornou ao trabalho diplomático como auditor da nunciatura no Brasil de agosto de 1898 a julho de 1901. Ele foi transferido para a nunciatura na Bélgica até 1902 e novamente para a Espanha até 1908.

## Episcopado
O Papa Pio X nomeou-o arcebispo titular de Side em 30 de julho de 1908. Foi nomeado como internúncio para o Chile quando a delegação apostólica foi elevada a esse posto em 1908. Ele foi consagrado em 11 de outubro de 1908 por Rafael Merry del Val, Cardeal Secretário de Estado. Ele retornou a Roma em abril de 1914. Ele foi nomeado Assistente ao trono pontifício no mesmo ano. Ele era um vigário de Vincenzo Vannutelli. Ele serviu como núncio na Áustria desde que foi nomeado para lá em 16 de dezembro de 1922.

## Cardinalizado
Ele foi criado e proclamado cardeal-presbítero de Santa Maria Nova no consistório de 16 de dezembro de 1935 pelo Papa Pio XI. Ele recebeu o barrete vermelho do presidente da Áustria em 21 de dezembro de 1935; e recebeu o chapéu vermelho do papa em 1936. Participou do conclave de 1939 que elegeu o Papa Pio XII. Ele foi eleito para a ordem dos cardeais-bispos e para a sé suburbicária de Sabina e Poggio Mirteto em 11 de dezembro de 1939. Ele morreu em 1948 aos 87 anos e está enterrado em Anagni.